# Aulus Manlius Vulso (consul en -474)
Pour les articles homonymes, voir Manlius Vulso.
Aulus Manlius Vulso est un homme politique romain du Ve siècle av. J.-C., consul en 474 av. J.-C. et décemvir à pouvoir consulaire en 451 av. J.-C.

## Famille
Il est fils d'un Cnaeus Manlius, peut-être Cnaeus Manlius Cincinnatus, consul en 480 av. J.-C., et petit-fils d'un Publius Manlius. Son nom complet est A. Manlius Cn.f. P.n. Vulso. Son praenomen varie selon les sources : Tite-Live donne Caius, Diodore de Sicile donne Marcus et Denys d'Halicarnasse donne Aulus.

## Biographie

### Consulat (474)
En 474 av. J.-C., il est élu consul avec Lucius Furius Medullinus,. Par tirage au sort, Vulso reçoit la conduite de la guerre contre Véies et assiège la ville étrusque. Les Véiens sont contraints de négocier une trêve, accordée pour quarante ans. Vulso fait verser pour ses soldats une indemnité d’un an de solde et de deux mois de ravitaillement et obtient une ovation à son retour à Rome. La paix étant revenue, les consuls procèdent au recensement de la population, qui est évaluée à 103 000 citoyens,.
En 473 av. J.-C., le tribun de la plèbe Cnaeus Genucius le cite en justice avec son ancien collègue Lucius Furius Medullinus pour avoir refusé de procéder à la distribution de terres aux citoyens pauvres proposée par Spurius Cassius Vecellinus et promise par le Sénat. Par un hasard opportun, le tribun décède le jour du jugement et son absence annule le procès,.

### Ambassadeur en Grèce (454-452)
En 454 av. J.-C., sous la pression des tribuns de la plèbe, les patriciens acceptent d'envoyer une délégation de trois consulaires, parmi lesquels Vulso, Spurius Postumius Albus Regillensis et Servius Sulpicius Camerinus Cornutus, à Athènes et en Grande-Grèce pour étudier et s'inspirer des lois écrites grecques,,. Ils reviennent en 452 av. J.-C. et leur rapport conduit à la création du décemvirat (decemviri legibus scribendis) en 451 av. J.-C. Vulso est d’office intégré dans la commission des decemviri, où il participe à la rédaction des premières lois écrites romaines. Au bout d'un an, il abdique de son pouvoir avec ses collègues pour laisser place à un second collège de decemviri, qui ajoute deux tables et achève la rédaction de la Loi des Douze Tables,.

### Auteurs antiques
- Tite-Live, Histoire romaine, Livre II, 54 sur le site de l'Université de Louvain
- Diodore de Sicile, Histoire universelle, Livre XI, 21 sur le site de Philippe Remacle
- (en) Denys d'Halicarnasse, Antiquités romaines, Livre IX, 25-49 sur le site LacusCurtius

### Auteurs modernes
- (en) T. Robert S. Broughton, The Magistrates of the Roman Republic : Volume I, 509 B.C. - 100 B.C., New York, The American Philological Association, coll. « Philological Monographs, number XV, volume I », 1951, 578 p.